# Luigi Mannelli
Luigi "Gigi" Mannelli, född 21 februari 1939 i Neapel, död 14 mars 2017, var en italiensk vattenpolospelare. Han spelade i Italiens herrlandslag i vattenpolo i två OS. I Melbourne blev det en fjärdeplats och i Rom blev det guld. I OS i Rom 1960 spelade Mannelli två matcher och gjorde fyra mål.
Mannelli spelade för Canottieri Napoli fram till år 1967. Brodern Maurizio Mannelli var en av hans lagkamrater i Canottieri.